# Кастелмајдето (Терамо)
Кастелмајдето (итал. Castelmaidetto) је насеље у Италији у округу Терамо, региону Абруцо.
Према процени из 2011. у насељу је живело 51 становника. Насеље се налази на надморској висини од 369 м.